# Al-Sahul
Al-Sahul és una ciutat del Iemen a la carretera entre Ibb i al-Makhadir prop de les ruïnes de Zafar al-Ashraf que en un temps foren capital dels himiarites. Produïa uns llençols de gran fama amb els quals es diu que fou embolicat el Profeta al morir.